# Kanton Lavoûte-Chilhac
Kanton Lavoûte-Chilhac (fr. Canton de Lavoûte-Chilhac) je francouzský kanton v departementu Haute-Loire v regionu Auvergne. Tvoří ho 13 obcí.

## Obce kantonu
- Ally
- Arlet
- Aubazat
- Blassac
- Cerzat
- Chilhac
- Lavoûte-Chilhac
- Mercœur
- Saint-Austremoine
- Saint-Cirgues
- Saint-Ilpize
- Saint-Privat-du-Dragon
- Villeneuve-d'Allier